# 石川博
石川 博（いしかわ ひろし、1946年9月4日 - ）は、日本の元俳優。劇団雲、舞プロモーションに所属していた。東京都出身。息子は政治家の石川大我。
現在は俳優を引退し、東京都・巣鴨地蔵通り商店街で婦人服店を経営している。

## 来歴
東京都豊島区巣鴨に生まれる。幼少期は街頭テレビが普及し始めた時代で、近所に日本テレビアナウンサーの金原二郎が住んでいたことなどから、漠然とテレビ業界に興味を持つようになった。高校時代はアナウンサーを目指して放送部に所属していたが、演劇をやっていた友人に出会い、自身も放送部で音声劇をやるなどして演劇の道へ進む。
演劇の専門学校を経て、劇団雲に研究生として所属。同期には津村鷹志、1期上には西田健などがいた。1971年『恋人って呼ばせて』で俳優としてデビュー。青春映画やテレビドラマを中心に活躍した。
1976年、結婚し子供ができたことを機に30歳で引退。石川は、一つの道を進むよりも様々な道を歩みたいという気持ちが強いといい、いろいろな経験をすることで人生の視野を広げることが面白いと語っている。
2014年に『地球攻撃命令 ゴジラ対ガイガン』で共演したひし美ゆり子から連絡を受け、ゴジラのファンイベントに出演した。

## 出演作品

### 映画
- 恋人って呼ばせて（1971年、東宝） - 関進[6]
- 制服の胸のここには（1972年、東宝） - 竹中京太[7]
- 地球攻撃命令 ゴジラ対ガイガン（1972年、東宝） - 小高源吾[8][2] ※主演
- 紙芝居昭和史 黄金バットがやって来る（1972年、東宝） - 片山透

### テレビドラマ
- パンとあこがれ（1969年、TBS） - 相馬孝次
- おれは男だ！ 第13話「受験戦線異常あり」（1971年、NTV）
- 刑事くん 第1部 第20話「愛の航海」（1972年、TBS）
- 女徳（1973年、TBS）
- 浮世絵 女ねずみ小僧 第2話「霧の夜の襲撃」（1971年、CX）
- 半七捕物帳 第10話（1971年、NET）
- だから大好き! 第13話「富士山・サクラ…!?」（1972年、NTV）
- ホーム・スイート・ホーム（1972年、NTV）
- プレイガール（12ch）
  - 第172話「怪談 恐怖の吸血幽霊」（1972年） - 杉浦
  - 第252話「銀嶺に燃える裸女」（1974年） - 槇順一
  - 第278話「怪談 蝙蝠屋敷の怨霊」（1974年） -
- 赤ひげ 第1話「小石川養生所」（1972年、NHK）
- 燃える兄弟 第23話「二人の母のたたかい」（1973年、TBS）
- 大江戸捜査網
  - 第114話「目撃者を消せ!」（1973年） - 伊之助
  - 第125話「仇討ち無情」（1974年） - 熊木要之進
- 必殺シリーズ（ABC）
  - 必殺仕掛人 第29話「罠に仕掛ける」（1973年） - 猪之吉
  - 必殺必中仕事屋稼業 第11話「表を裏で勝負」（1975年） - 仙太
- もしも……（1973年、CX）
- ご存知遠山の金さん 第21話「頑張れニセ奉行」（1974年、NET）
- 勝海舟 第26話「攘夷」・第27話「捨て犬」（1974年、NHK） - 姉小路公知
- 特捜記者 犯罪を追え! 第13話「生き残った女」（1974年、CX）
- 太陽にほえろ! 第106話「着陸地点なし!」（1974年、NTV）
- 高校教師 第18話「恋の終着駅」（1974年、12ch）
- 夜明けの刑事 第22話「花屋の娘が消えた」（1975年、TBS）
- 伝七捕物帳 第75話「酒は涙か花が散る」（1975年、NTV）-隆吉
- 鞍馬天狗 第23話「御用金」（1975年、NTV） - 松平善三郎
- 特別機動捜査隊（1976年、NET）
  - 第766話「赤ちゃんの詩」 - 佐久間勝巳
  - 第769話「俺は許せなかった」 - 安西慎一